# 蒂珀卡努镇区 (印第安纳州珀拉斯凯县)
蒂珀卡努鎮區（英語：Tippecanoe Township）是位於美國印第安納州珀拉斯凯县的一個行政鎮區。

## 地方資料
根據2010年美國人口普查的數據，蒂珀卡努鎮區的面積為94.70平方千米，當中陸地面積為94.30平方千米，而水域面積為0.40平方千米。當地共有人口1104人，而人口密度為每平方千米11.66人。